# Ikhwezi Vallis
L'Ikhwezi Vallis è una struttura geologica della superficie di Venere.